# Kasper Dolberg
Kasper Dolberg Rasmussen (phát âm tiếng Đan Mạch: [ˈkʰæspɐ ˈtʌlˌpɛɐ̯ˀ]; sinh ngày 6 tháng 10 năm 1997) là một cầu thủ bóng đá chuyên nghiệp người Đan Mạch hiện đang thi đấu ở vị trí tiền đạo cho câu lạc bộ Belgian Pro League Anderlecht và đội tuyển bóng đá quốc gia Đan Mạch.

## Thống kê sự nghiệp

### Câu lạc bộ
Tính đến ngày 6 tháng 11 năm 2022
| Club           | Season       | League           | League | League | National cup | National cup | League cup | League cup | Europe | Europe | Other | Other | Total | Total |
| Club           | Season       | Division         | Apps   | Goals  | Apps         | Goals        | Apps       | Goals      | Apps   | Goals  | Apps  | Goals | Apps  | Goals |
| -------------- | ------------ | ---------------- | ------ | ------ | ------------ | ------------ | ---------- | ---------- | ------ | ------ | ----- | ----- | ----- | ----- |
| Silkeborg IF   | 2014–15      | Danish Superliga | 3      | 0      | 0            | 0            | —          | —          | —      | —      | —     | —     | 3     | 0     |
| Ajax           | 2016–17      | Eredivisie       | 29     | 16     | 2            | 0            | —          | —          | 17     | 7      | —     | —     | 48    | 23    |
| Ajax           | 2017–18      | Eredivisie       | 23     | 6      | 3            | 3            | —          | —          | 4      | 0      | —     | —     | 30    | 9     |
| Ajax           | 2018–19      | Eredivisie       | 25     | 11     | 4            | 1            | —          | —          | 9      | 0      | —     | —     | 38    | 12    |
| Ajax           | 2019–20      | Eredivisie       | 1      | 0      | 0            | 0            | —          | —          | 1      | 0      | 1     | 1     | 3     | 1     |
| Ajax           | Total        | Total            | 78     | 33     | 9            | 4            | —          | —          | 31     | 7      | 1     | 1     | 119   | 45    |
| Nice           | 2019–20      | Ligue 1          | 23     | 11     | 3            | 0            | 0          | 0          | —      | —      | —     | —     | 26    | 11    |
| Nice           | 2020–21      | Ligue 1          | 25     | 6      | 1            | 0            | —          | —          | 3      | 0      | —     | —     | 29    | 6     |
| Nice           | 2021–22      | Ligue 1          | 26     | 6      | 4            | 1            | —          | —          | —      | —      | —     | —     | 30    | 7     |
| Nice           | Total        | Total            | 74     | 23     | 8            | 1            | 0          | 0          | 3      | 0      | —     | —     | 85    | 24    |
| Sevilla (loan) | 2022–23      | La Liga          | 4      | 0      | 0            | 0            | —          | —          | 4      | 0      | —     | —     | 8     | 0     |
| Career total   | Career total | Career total     | 159    | 55     | 17           | 5            | 0          | 0          | 38     | 7      | 1     | 1     | 215   | 69    |

1. ↑  Four appearances and one goal in UEFA Champions League, thirteen appearances and six goals in UEFA Europa League
2. ↑  Two appearances in UEFA Champions League, two appearances in UEFA Europa League
3. 1 2 3  Appearance(s) in UEFA Champions League
4. ↑  Appearance in Johan Cruyff Shield
5. ↑  Appearances in UEFA Europa League

### Quốc tế
Tính đến ngày 26 tháng 3 năm 2024
| Đội tuyển quốc gia | Năm  | Trận | Bàn |
| ------------------ | ---- | ---- | --- |
| Đan Mạch           | 2016 | 1    | 0   |
| Đan Mạch           | 2017 | 3    | 1   |
| Đan Mạch           | 2018 | 6    | 0   |
| Đan Mạch           | 2019 | 7    | 4   |
| Đan Mạch           | 2020 | 5    | 0   |
| Đan Mạch           | 2021 | 10   | 5   |
| Đan Mạch           | 2022 | 8    | 1   |
| Đan Mạch           | 2023 | 3    | 0   |
| Đan Mạch           | 2024 | 2    | 0   |
| Tổng               | Tổng | 45   | 11  |

Tính đến ngày 25 tháng 9 năm 2022.
| #  | Ngày                 | Địa điểm                                          | Số trận | Đối thủ      | Bàn thắng | Kết quả | Giải đấu                      |
| -- | -------------------- | ------------------------------------------------- | ------- | ------------ | --------- | ------- | ----------------------------- |
| 1  | 10 tháng 6 năm 2017  | Sân vận động Trung tâm Almaty, Almaty, Kazakhstan | 3       | Kazakhstan   | 3–1       | 3–1     | Vòng loại FIFA World Cup 2018 |
| 2  | 10 tháng 6 năm 2019  | Sân vận động Parken, Copenhagen, Đan Mạch         | 13      | Gruzia       | 1–0       | 5–1     | Vòng loại UEFA Euro 2020      |
| 3  | 10 tháng 6 năm 2019  | Sân vận động Parken, Copenhagen, Đan Mạch         | 13      | Gruzia       | 3–1       | 5–1     | Vòng loại UEFA Euro 2020      |
| 4  | 15 tháng 10 năm 2019 | Sân vận động Aalborg, Aalborg, Đan Mạch           | 15      | Luxembourg   | 2–0       | 4–0     | Giao hữu                      |
| 5  | 15 tháng 10 năm 2019 | Sân vận động Aalborg, Aalborg, Đan Mạch           | 15      | Luxembourg   | 3–0       | 4–0     | Giao hữu                      |
| 6  | 28 tháng 3 năm 2021  | MCH Arena, Herning, Đan Mạch                      | 23      | Moldova      | 1–0       | 8–0     | Vòng loại FIFA World Cup 2022 |
| 7  | 28 tháng 3 năm 2021  | MCH Arena, Herning, Đan Mạch                      | 23      | Moldova      | 6–0       | 8–0     | Vòng loại FIFA World Cup 2022 |
| 8  | 26 tháng 6 năm 2021  | Johan Cruyff Arena, Amsterdam, Hà Lan             | 28      | Wales        | 1–0       | 4–0     | UEFA Euro 2020                |
| 9  | 26 tháng 6 năm 2021  | Johan Cruyff Arena, Amsterdam, Hà Lan             | 28      | Wales        | 2–0       | 4–0     | UEFA Euro 2020                |
| 10 | 3 tháng 7 năm 2021   | Sân vận động Olympic, Baku, Azerbaijan            | 29      | Cộng hòa Séc | 2–0       | 2–1     | UEFA Euro 2020                |
| 11 | 25 tháng 9 năm 2022  | Sân vận động Parken, Copenhagen, Denmark          | 37      | Pháp         | 1–0       | 2–0     | UEFA Nations League 2022–23   |